# بوبي تشنغ
بوبي تشنغ (بالإنجليزية: Bobby Cheng) هو لاعب شطرنج أسترالي، ولد في 20 مارس 1997 في هاميلتون في نيوزيلندا.

## وصلات خارجية
- بوبي تشنغ على موقع الاتحاد الدولي للشطرنج (الإنجليزية)
- بوبي تشنغ على موقع مباريات الشطرنج (الإنجليزية)
- بوبي تشنغ على موقع 365Chess.com (الإنجليزية)
- بوبي تشنغ على موقع Chesstempo.com (الإنجليزية)